# Interception (football américain)
Pour les articles homonymes, voir Interception.

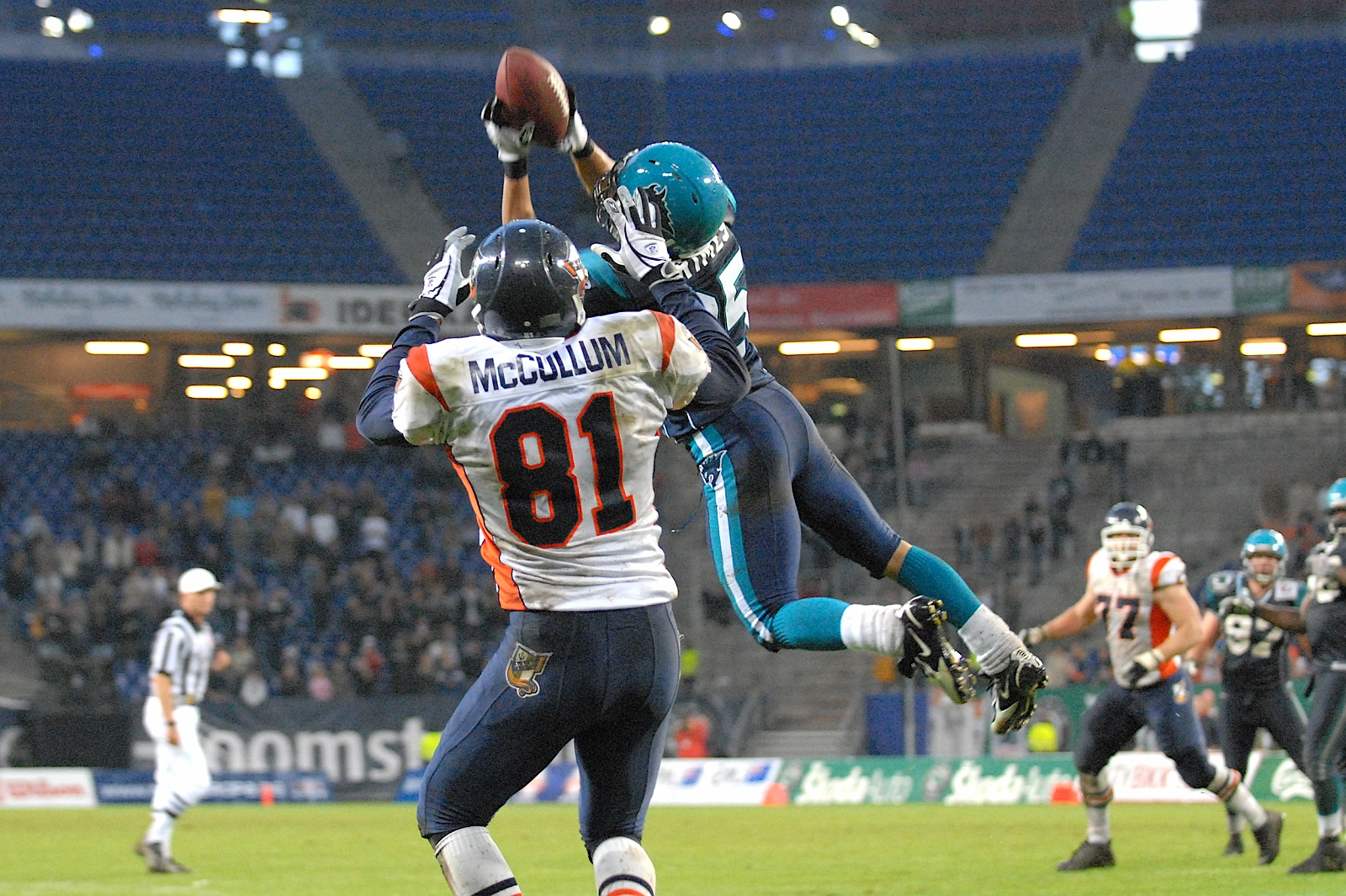
Brent Grimes des Hambourg Sea Devils intercepte une passe.

Au football américain et au football canadien, on appelle interception l'action d'un défenseur d'attraper en l'air le ballon destiné à un receveur. Pour valider l'interception, le défenseur doit avoir pleinement possession du ballon à l'intérieur du terrain, comme lors d'une réception offensive. 
Dès l'interception, l'équipe défensive obtient la possession du ballon et le joueur intercepteur devient l'attaquant. Il peut alors contre-attaquer à la course et marquer un touchdown à l'aide de ces coéquipiers qui jouent alors le rôle de bloqueurs offensifs. Lorsque le défenseur arrive à retourner le ballon dans la end zone, on parle de pick-6. 
Les interceptions sont souvent réalisées par les defensive backs (demi-défensifs) puisque ces derniers ont comme responsabilité la couverture du jeu de passes. Elles sont généralement imputées au quarterback comme une erreur dans ses choix de passes.
Seule une passe en avant attrapée par un défenseur est considérée comme une interception. Si la passe est vers l'arrière, l'action est considérée comme un fumble du quarterback. L'interception est l'une des actions les plus spectaculaires du football américain.
On compte parmi les meilleurs intercepteurs de l'histoire de la National Football League des joueurs comme Paul Krause, Lester Hayes, Rod Woodson, Ty Law ou encore Charles Woodson. Dans la Ligue canadienne de football, le détenteur du record d'interceptions en carrière est Less Browne (en) avec 87, soit en moyenne une à tous les deux matchs.